# Meridiano 109 oeste
El meridiano 109 oeste de Greenwich es una línea de longitud que se extiende desde el Polo Norte atravesando el Océano Ártico, América del Norte, el Océano Pacífico, el Océano Antártico y la Antártida hasta el Polo Sur.
El meridiano 109 oeste forma un gran círculo con el meridiano 71 este.
Comenzando en el Polo Norte y dirigiéndose hacia el Polo Sur, el meridiano 109 oeste pasa a través de:
| Coordenadas                         | País, territorio o mar | Notas |
| ----------------------------------- | ---------------------- | --- |
| 90°0′N 109°0′O / 90.000, -109.000   | Océano Ártico          | Pasa justo al este de la Isla Borden, Nunavut, Canadá · Pasa justo al este de Vesey Hamilton Island, Nunavut, Canadá                                                                                              |
| 76°49′N 109°0′O / 76.817, -109.000  | Canadá                 | Nunavut - Isla Melville |
| 75°53′N 109°0′O / 75.883, -109.000  | Sabine Bay             | |
| 75°29′N 109°0′O / 75.483, -109.000  | Canadá                 | Nunavut - Isla Melville |
| 74°59′N 109°0′O / 74.983, -109.000  | Canal de Parry         | Viscount Melville Sound |
| 72°46′N 109°0′O / 72.767, -109.000  | Canadá                 | Nunavut - Isla Victoria |
| 68°44′N 109°0′O / 68.733, -109.000  | Estrecho de Dease      | |
| 68°19′N 109°0′O / 68.317, -109.000  | Bathurst Inlet         | |
| 68°0′N 109°0′O / 68.000, -109.000   | Canadá                 | Nunavut - Isla Lewes, Islas Stockport y la parte continental Territorios del Noroeste - pasando a través del Gran Lago del Esclavo Saskatchewan - pasando a través del Lago Athabasca                             |
| 49°0′N 109°0′O / 49.000, -109.000   | Estados Unidos         | Montana Wyoming Colorado Nuevo México |
| 31°20′N 109°0′O / 31.333, -109.000  | México                 | Sonora Frontera Sonora / Chihuahua Sonora Sinaloa - pasando a través de Los Mochis |
| 25°26′N 109°0′O / 25.433, -109.000  | Océano Pacífico        | Pasa justo al este de la Isla Clipperton (una posesión de ultramar de Francia) (en 10°17′N 109°12′O / 10.283, -109.200) · Pasa justo al este de la Isla de Pascua, Chile (en 27°6′S 109°14′O / -27.100, -109.233) |
| 60°0′S 109°0′O / -60.000, -109.000  | Océano Antártico       | |
| 73°29′S 109°0′O / -73.483, -109.000 | Antártida              | Territorio no reclamado |